# Liaoningosaurus
Liaoningosaurus is een geslacht van plantenetende ornithischische dinosauriërs, behorend tot de groep van de Ankylosauria, dat tijdens het vroege Krijt leefde in het gebied van het huidige China.

## Naamgeving en vondst
De typesoort Liaoningosaurus paradoxus werd in 2001 benoemd en beschreven door Xu Xing, Wang Xiaolin en You Hailu. De geslachtsnaam verwijst naar de provincie Liaoning. De soortaanduiding verwijst naar e verrassende eigenschappen van het dier.
Het fossiel, holotype IVPP V12560, is bij Wangjiagou gevonden in een laag van de Yixianformatie, Jehol-groep, die dateert uit het Aptien. Het bestaat uit het vrijwel complete skelet van een zeer jong dier, samengedrukt op een plaat.
In 2016 werd een tweede specimen gemeld, shpm-1206, een platgedrukt skelet van een jong dier. Tegelijkertijd werd aangegeven dat er verder nog honderden onbeschreven exemplaren gevonden waren.

## Beschrijving
Het holotype is slechts 34 centimeter lang en vertegenwoordigt daarmee het kleinste bekende exemplaar van een ankylosauriër. Omdat het zo jong is toont het eigenschappen die bij het volwassen dier vermoedelijk weer zouden zijn verdwenen. Ook is de bepantsering niet volledig bewaardgebleven doordat de verbening van de osteodermen niet voltooid was.
Juveniele eigenschappen zijn mogelijk het voorkomen van tanden in de praemaxilla en het nog niet gesloten zijn van openingen in de onderkaak (fenestra mandibularis) en de schedel (fenestra antorbitalis). Het zou ook kunnen dat het feit dat de voet tweemaal langer is dan de hand, een juveniel kenmerk is. Een unieke afgeleide eigenschap, autapomorfie, vormt daarentegen wellicht het bezit van een trapeziumvormig borstbeen met aan de achterste zijkanten een scherp uitsteeksel en een korte middelste gewrichtsrand.
Het aantal tanden in het rechte en stevige dentarium van de onderkaak kan niet worden vastgesteld. De tanden in de maxilla zijn waarneembaar, tien in getal en relatief veel groter dan bij volwassen ankylosauriërs.
Anders dan bij alle bekende ankylosauriërs behalve Gargoyleosaurus zijn de wervelcentra even lang als hoog. De achterste staartwervels hebben zeer lange voorste en achterste werveluitsteeksels, een ankylosauride kenmerk. Hun chevrons grijpen in elkaar maar er is geen verbening van de pezen zichtbaar noch de vorming van een staartknots.
Het schouderblad is smal maar schijnt al de aanzet te tonen van een schouderstekel als bij de nodosauriden. Het opperarmbeen is slank gebouwd. De deltopectorale kam loopt maar over de helft van de schacht, een nodosauride kenmerk maar hij is gericht op de opening van de twee gewrichtsknobbels waarvan die aan het spaakbeen raakt minder ontwikkeld is, beide ankylosauride kenmerken. De hand is kort; de formule van de vingerkootjes is 2-3-3-2. Alle nagels zijn klauwvormig.
De zijkant van het voorblad van het darmbeen is iets naar boven gedraaid zoals bij de nodosauriden. Het achterblad is meer naar beneden gewend, een jeugdig kenmerk. Het heupgewricht is gesloten; een kam verbindt de uitsteeksels naar het schaambeen en het zitbeen. Het schaambeen is erg klein. Het zitbeen is recht en plat met een bolle rand waar het een deel van het heupgewricht vormt, een ankylosauride kenmerk. Het dijbeen, slechts 28 millimeter lang, lijkt ankylosauride door een kleine heupkop maar nodosauride door het bezit van een kamvormige vierde trochanter net boven de helft van de schachtlengte. Het scheenbeen is even lang als het dijbeen. Het calacaneum is uitzonderlijk groot. De voet heeft 230% van de lengte van de hand. Het eerste en vijfde middenvoetsbeen zijn echter sterk gereduceerd. De formule van de teenkootjes is 0-3-4-5-0. De nagels zijn klauwvormig en lang niet kort en hoefvormig als bij volwassen ankylosauriërs.
Op de voorzijde van de romp hebben zich al driehoekige osteodermen gevormd. Eerder bekende ankylosauriërs hebben rechthoekige en ovale beenschubben. Het is niet duidelijk of de afwijkende vorm een gevolg is van de leeftijd of een afwijkend kenmerk van de soort. De vorm van het buikpantser van ankylosauriërs was tot 2001 een raadsel. Meestal werd aangenomen dat dit kwetsbare deel beschermd werd door kleine ronde beenschubben. Lioaningosaurus toont echter twee enorme langwerpige gepaarde beenplaten die de hele onderbuik bedekken. Bij volwassen exemplaren is iets dergelijk nooit gevonden. Dat kan voortkomen uit de onwaarschijnlijkheid dat zulke grote structuren gaaf fossiliseren maar ook een aanwijzing zijn dat slechts de jongen zo gepantserd waren. De buikplaten waren bedekt met zeshoekige en ruitvormige verdikkingen met een lengte van een halve millimeter.
In 2013 stelde Victoria Megan Arbour dat de buikplaten zelf slechts schubben waren, geen verbeningen.

## Fylogenie
Het exemplaar toont een verwarrende mengeling van nodosauride en ankylosauride kenmerken. Een kladistische analyse door de beschrijvers had als uitkomst dat Liaoningosaurus een basale positie in de Nodosauridae innam. Andere auteurs zijn echter wat voorzichtiger omdat juveniele dieren moeilijk te plaatsen zijn en beperken zich tot een algemener Ankylosauria. In 2014 had een analyse als uitkomst dat het een basaal lid van de Ankylosauridae was als zustersoort van de in dezelfde formatie gevonden Chuanqilong.

## Levenswijze
Meestal wordt aangenomen dat Ankylosauria planteneters waren. Bij xhpm-1206 echter zijn bij de buik wat vage vlekken van organisch materiaal zichtbaar die de beschrijvers interpreteerden als delen van vissen die waren doorgeslikt. Hieruit kwamen ze tot een aantal conclusies die zeer afwijken van de heersende leer. Liaoningosaurus zou geen jong zijn maar een volwassen dier; de gekartelde tanden zouden gebruikt zijn om vissen te vermalen; een scherpe klauw in de voorpoten en achterpoten zou gebruikt zijn om vis te vangen; en de buikplaat zou dienen om tijdens het zwemmen te beschermen tegen aanvallen van onderen. In dat geval is Lioaningosaurus het kleinste bekende lid van de Ornithischia en het enige bekende vleesetende lid. Deze conclusies hebben weinig bijval gevonden. De korte nek en vrij kleine handen en voeten zouden het dier weinig kans gegeven hebben een levende vis te vangen. Het aantreffen van grote hoeveelheden jonge dieren in een meerafzetting suggereert echter wel dat de dieren althans in de vroege fase van hun leven vaak in het water te vinden waren. Misschien zochten zij daar bescherming of waterplanten. Jonge warmbloedige planteneters hebben in het algemeen moeite voldoende energierijk en eiwitrijk voedsel te vinden om een hoog groeitempo vol te houden. Het zich voeden met aas of kleine gewervelden aan de waterkant, kan een nuttige aanvulling geweest zijn op hun dieet.